# Legend (Southend-on-Sea)
Legend war eine britische Pub-Rockband aus Southend-on-Sea.

## Geschichte
Legend wurde 1968 von Mickey Jupp gegründet. Die Band veröffentlichte im darauf folgenden Jahr ihr erstes Album und zwei Singles. Da Jupp zuvor mit Robin Trower zusammengearbeitet hatte, konnte die Band Procol Harum als Gastmusiker auf einem der Stücke gewonnen werden. Album und Singles blieben jedoch erfolglos. Dasselbe Schicksal ereilte die beiden nachfolgenden Alben, worauf Jupp Legend auflöste.
Der Schlagzeuger des zweiten Albums, Bill Fifield, schloss sich Anfang 1971 der Glamrock-Band T. Rex an und nahm dort in Anlehnung an seine Mitgliedschaft bei Legend den Künstlernamen Bill Legend an.

## Diskografie

### Alben
- 1969: Legend
- 1971: Legend (auch bekannt als „Red Boot“)
- 1972: Moonshine

### Singles
- 1969: National Gas / Wouldn’t You
- 1969: Georgia George / July
- 1970: Life / Late Last Night
- 1971: Don’t You Never / Someday
- 1971: Cross Country / Lorraine Part 2
- 1978: My Typewriter / Nature’s Radio (als ‚Mickey Jupp with Legend‘)

### Kompilationen
- 1978: Mickey Jupp’s Legend
- 2014: Legend (“Red Boot”) · Moonshine (Doppel-CD)